# Scolopocryptops spinulifer
Scolopocryptops spinulifer är en mångfotingart som först beskrevs av Wolfgang Bücherl 1949.  Scolopocryptops spinulifer ingår i släktet Scolopocryptops och familjen Scolopocryptopidae. Inga underarter finns listade i Catalogue of Life.